# 船司空縣
船司空縣是汉朝所設立的县，前身為專管黃河、渭河水運、船庫的船司空衙門，由華陰縣析地而置。新朝時一度改稱船利縣，後恢復原名。東漢末年重新併入華陰縣，其地今為中華人民共和國陝西省華陰市東部及潼關縣。

## 歷史
秦惠文王六年（前332年），秦國設寧秦縣，其時船司空縣轄地屬之:66，秦朝沿襲之，後於漢高祖八年（前199年）易名華陰縣:15。漢高祖五年（前202年）:66於渭訥（今潼關縣秦东镇附近）設船司空衙門:66。《水經·渭水注》：「水會，即船司空所在矣」，西漢船司空即設在當時的水運樞紐黃河、渭河會流處。
西漢末年:40，由於黃河、渭河漕運數量巨大，事關國家的興衰存亡，因此改管理船運之衙門為船司空縣:663，以華陰縣東部置:40，以船司空官名為縣名，屬京兆尹:66，轄今華陰市東部及潼關縣:40。船司空縣治今潼關縣東北渭河入黃河口南岸，船司空城故城則在京師華倉內，即今京师仓遗址:663，位於今華陰市東北:121。
新朝王莽始建國元年（9年），改船司空縣為船利縣，屬後承烈郡。東漢時復名船司空縣，屬司隸校尉部:66。由於東漢建都雒陽，京師華倉和漕渠日趨衰落，船司空城亦被歲月湮沒:663。漢獻帝建安十八年（213年），船司空縣併回華陰縣，時華陰縣屬京兆尹:66。

## 機能及權限
船司空縣建立前，船司空專管黃河、渭河水運、船庫:66。西漢的都城位於關中地區，主要依靠黃河渭水轉輸東方的物資來供應京師的需要，而船司空附近有華倉（京師倉），於是由東向西形成了救倉——華倉——太倉的轉運路線:121。《漢書·百官公卿表上》：宗正「屬官有都司空令丞……如淳曰：『《律》：司空主水及罪人』」，可見船司空的正式官名為『都司空令丞』，為宗正的屬官。王先謙《漢書補注》引何悼日：「船既司空所主，兼有罰作船之徒役皆在此縣也」，可見船司空除了管理漕運船隻外:223，亦有懲治造船徒役的權限。
秦漢時期，關中的造船基地分別為京兆尹船司空縣（渭河、北洛河、黃河交會處）及長安南側的昆明池、上林苑:306。《漢書·地理志上》顏師古注稱「（船司空縣）本主船之官，遂以為縣」:121，而《三輔黃圖》亦稱「有船庫官，後改為（船司空）縣」，可見船司空縣本為造船基地，而以造船基地置縣，並以主船官名作為縣名，可說明其生產規模:306。